# Le Haut Soultzbach
Le Haut Soultzbach is een gemeente in het Franse departement Haut-Rhin (regio Grand Est). De plaats maakt deel uit van het arrondissement Thann-Guebwiller. Le Haut Soultzbach is op 1 januari 2016 ontstaan door de fusie van de gemeenten Mortzwiller en Soppe-le-Haut. De gemeente telde 867 inwoners op 1 januari 2022.

## Geografie
De oppervlakte van Le Haut Soultzbach bedroeg op 1 januari 2022 11,6 vierkante kilometer; de bevolkingsdichtheid was toen 74,7 inwoners per km².

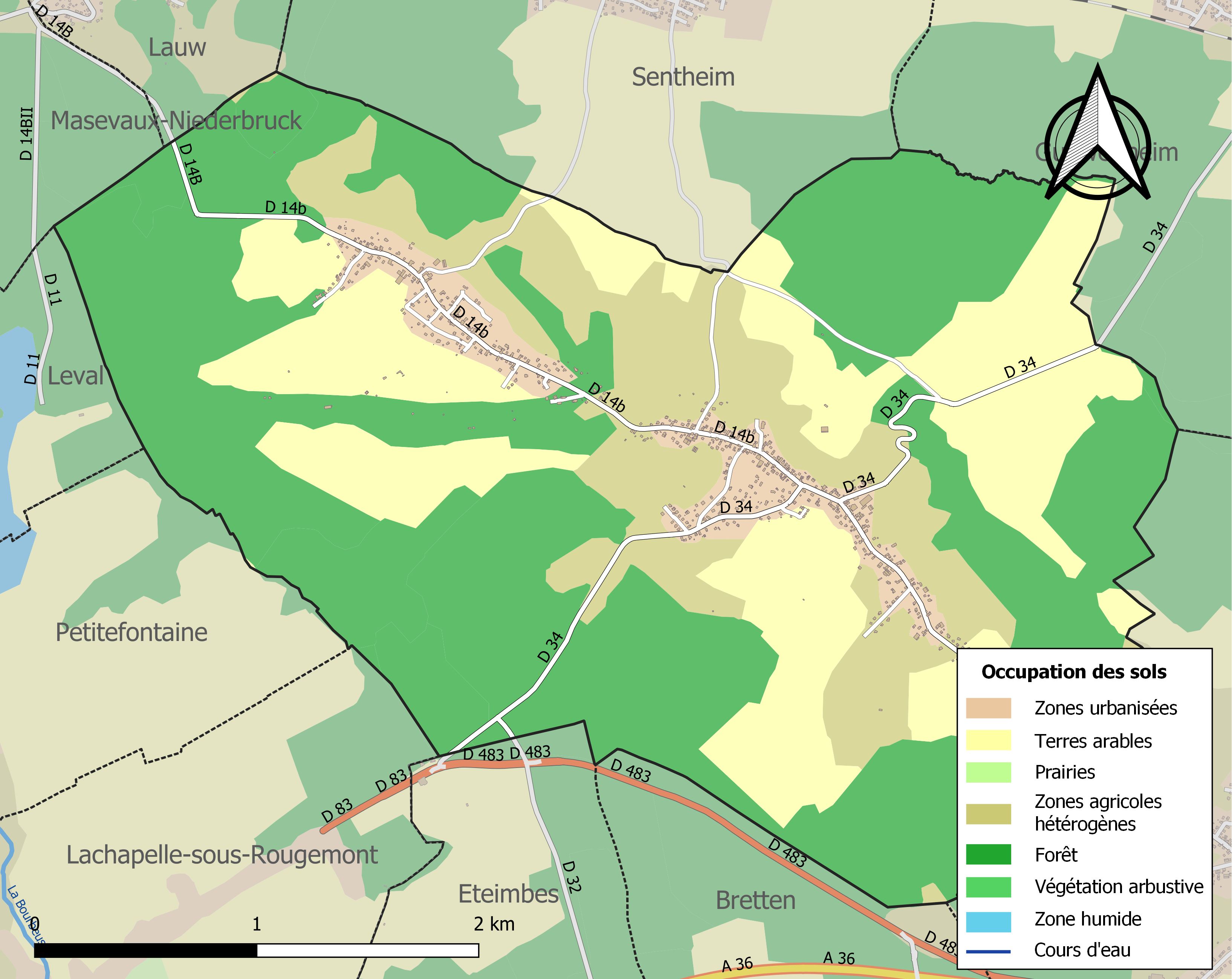
Kaart van de gemeente met de belangrijkste infrastructuur, bodemgebruik en omliggende gemeenten